# Friedrich Ludwig Schardius

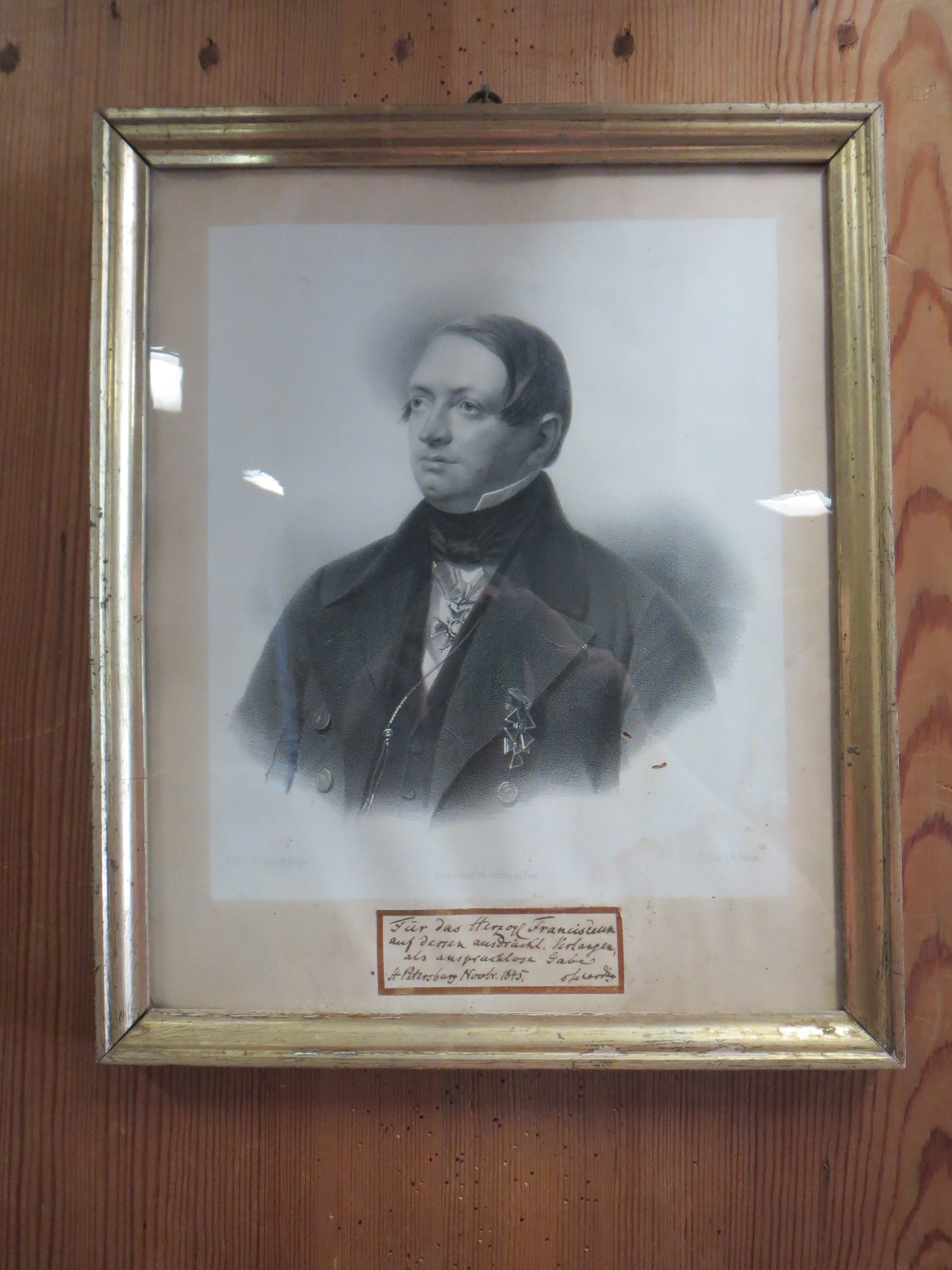
Friedrich Ludwig Schardius (1845)

Friedrich Ludwig Schardius, auch Friedrich Louis Schardius, russisch Лев Александрович Шардиус, Lew Alexandrowitsch Schardius (* 1796 in Roßlau, Anhalt-Dessau; † 2. Märzjul. / 14. März 1855greg. in St. Petersburg) war ein in St. Petersburg tätiger deutscher Numismatiker, Archivar und Kurator.

## Leben
Der Sohn eines Stiftsraths- und Landrentmeisters, hatte das Gymnasium in Dessau besucht und 1815 bis 1818 ein Studium der Philologie und Jurisprudenz an der Universität Leipzig absolviert. An der Universität Jena erhielt er 1824/25 die Ehrendoktorwürde.
Seit 1823 war er im Dienst der Akademie der Wissenschaften in St. Petersburg, zunächst als Bibliothekarsgehilfe. Ab 1825 war er Conservator des Büchermagazins. 1828 wurde er Assistent des Direktors des numismatischen Museums und zugleich Korrektor der deutschen und lateinischen Akademie-Schriften, 1837 Konservator des ägyptischen und numismatischen Museums. Seit 1827 betreute er als Archivar die Konferenzen der Akademie.
1837 wurde er zugleich zum Konservator der Medaillen und Antiken in der Eremitage berufen. Eine Reihe von Jahren war er auch Privatbibliothekar von Ludwig Stieglitz.
Schardius blieb unverheiratet.

## Auszeichnungen
- Titel Hofrat
- St. Annenorden 3. Klasse
- Wladimirorden, 4. Klasse
- Sankt-Stanislaus-Orden, 2. Klasse
- 10. Februar 1848: Hausorden Albrechts des Bären, Ritter[3]

## Nachlass

### Autographensammlung
Gefördert durch seine Arbeit für die Akademie und auch durch die internationalen Beziehungen von Ludwig Stieglitz konnte Schardius eine große Autographensammlung aufbauen. Zum 50. Jubiläum der (Wieder)Eröffnung der Universität Dorpat versprach Schardius ihr diese Sammlung. Sie verblieb ihm, solange er noch lebte, und er ergänzte sie auch noch. Nach seinem Tod kam die Sammlung 1856 in Dorpat an. Als Folge des Friedens von Dorpat musste die Universität Tartu 1921 304 Autographen mit Russland-Bezug der neugegründeten Staatlichen Universität Woronesch überlassen. Heute umfasst die Sammlung in Tartu 2920 Autographen von Gelehrten, Schriftstellern, Musikern, Staatsmännern und anderen Personen aus den Jahren 1512 bis 1855.

### Schardiana
Ab Mitte der 1840er Jahre bis zu seinem Tod machte Schardius der Francisceumsbibliothek in Zerbst eine Reihe von Buchgeschenken ("Schardiana"). In unregelmäßigen Abständen sandte er Bücher, Hefte und Zeitschriften nach Zerbst und stiftete eine Sammlung von Gemmen-Abgüssen.